# Carles Fontserè
Carles Fontserè i Carrió, né le 9 mars 1916 à Barcelone (Espagne) et mort le 4 janvier 2007 à Gérone (Espagne), est un affichiste, photographe, illustrateur et scénographe espagnol. Il est surtout connu pour les affiches anarchistes qu'il a réalisées lors de la guerre civile d'Espagne.

## Biographie
Né dans une famille bourgeoise et monarchiste, Carles Fontserè s'en éloigne à quinze ans pour commencer une carrière artistique autodidacte, La publicité le fait vivre.
En 1936 le jeune illustrateur met son talent au service des organisations de gauche et réalise de nombreuses affiches qui demeureront ses œuvres les plus célèbres. En 1937, il s'engage dans les Brigades internationales sur le front de Madrid.
La guerre terminée il se réfugie en France. Après un passage dans le camp de Saint-Cyprien, il séjourne dans le Paris occupé. Il émigre ensuite d'abord au Mexique en 1948 puis aux États-Unis, à New York, en 1949. Durant 23 ans il y mène une carrière de dessinateur de bandes dessinées, de peintre, de scénographe et surtout de photographe, ce qui lui donne l'occasion de travailler avec Salvador Dalí au cours des années 1960. Il dirige aussi la revue Temas.
Il rentre en Catalogne en 1973 et se fixe à Porqueres près de Gérone, où il poursuit ses activités multiples de peintre et de photographe notamment. Plusieurs expositions lui sont consacrées. Durant cette période, il milite aussi pour le retour en Catalogne des archives de la guerre civile, retenues à Salamanque. À partir des années 1990, il se consacre à la rédaction de ses souvenirs qu'il fait paraître en trois volumes.
Il meurt le 4 janvier 2007 des suites d'un accident domestique. La bibliothèque de Porqueres, ouverte en septembre 2013, porte son nom.